# 戴晓东
戴晓东（1904年—1988年6月29日），原名戴瑞璞，又名戴蕴山，男，安徽萧县人，中华人民共和国政治人物。

## 生平
1928年加入中国共产党，历任党支部书记、区委书记、中共萧县县委委员、中共萧县县委书记、萧宿永中心县委书记。1939年5月，到山东省鲁西南地区工作，同年7月，任中共鲁西南地委书记。1940年8月，国军以8000余人，围攻鲁西南根据地，戴晓东与地委、专署一班人，成功地完成固守三村的任务。国共内战期间中，带领鲁西南地区军民，坚持地方游击战争，担任中共河南省工委组织部部长，中共冀鲁豫二地委书记兼军分区政委，冀鲁豫区党委委员、社会部部长。
中华人民共和国成立后，1949年8月至1952年11月，任中共平原省委委员、省委社会部长、省委纪律检查委员会副书记、省政法委员会副主任、省公安厅长兼检察长。1952年5月，任平原省人民政府副主席。1953年，任华北行政委员会监委副主任、中共中央华北局纪律检查委员会副书记，全国供销合作总社监事会副主任、党组成员。1958年任中共贵州省委常委、副省长。1977年后任贵州省政协副主席，贵州省第五届人大常委会副主任、党组成员。1988年6月29日在贵阳逝世，终年84岁。